# Девід Наджем
Девід Наджем (Дарі: داوید نجم / англ. David Najem; нар. 26 травня 1992, Кліфтон (Нью-Джерсі), США) — афганський та американський футболіст, фланговий захисник та опорний півзахисник клубу «Нью-Мексико Юнайтед» та національної збірної Афганістану.
Девід виріс у Кліфтоні, штат Нью-Джерсі, відвідував Католицьку середню школу Парамуса, де встановив рекорди шкільної кар'єри як за кількістю забитих м'ячів, так і за набраними очками.

## Клубна кар'єра

### Ранні роки
З 14 років навчався в академії «Нью-Йорк Ред Буллз», під час навчання в коледжі грав за команду U-23 під час своєї кар'єри в коледжівище вказаного клубу. Навчався в Католицькій середній школі Парамуса, де був капітаном шкільної футбольної команди протягом двох сезонів, встановив шкільний рекорд за кількістю забитих м'ячів (54 голи). У 2010 році Наджем вступив до Колумбійського університету, під час навчання протягом чотирьох сезонів грав за чоловічу футбольну команду вище вказаного навчального закладу. У 2013 році визнаний найкращим атакувальним гравцем Ліги Плюща, відзначився п’ятьма голівами та шістьма результативними передачами.

### «Айнтрахт» (Бамберг)
Після закінчення Колумбійського університету побував на перегляді у клубів нижчих дивізіонів Німеччини, а в 2014 році підписав контракт з «Айнтрахтом» (Бамберг) з Регіоналліги Баварія. Першим голом за «Айнтрахт» відзначився 4 квітня 2014 року в програному (2:3) поєдинку проти «Рейна/Леща».

### «Нью-Йорк Ред Буллз II»
19 травня 2016 року повернувся до Сполучених Штатів, де підписав контракт з «Нью-Йорк Ред Буллз II». Виступав під керівництвом Джона Волинця, який раніше грав за «Нью-Йорк Ред Буллз» і тренував Девіда в академії. Дебютував за команду після виходу на заміну наприкінці переможного (1:0) поєдинку проти «Монреаля». Першим голом за «Нью-Йорк» відзначився 15 липня 2017 року в програному (2:3) поєдинку проти «Шарлотт Індепенденс». Виходив на поле в кожному матчі клубного плей-оф, 23 жовтня 2016 року Наджем допоміг клубу здобути перемогу над «Своуп Парк Рейнджерс» (5:1) у фіналі Кубку USL 2016.

### «Тампа-Бей Раудіз»
11 січня 2018 року підписав контракт з «Тампа-Бей Раудіз». Єдиним голом за команду відзначився 7 квітня 2019 року в переможному (4:0) поєдинку проти «Атлетіка Гартфорда».

### «Нью-Мексико Юнайтед»
У січні 2020 року приєднався до «Нью-Мексико Юнайтед». Дебютував за нову команду 8 березня 2020 року в програному (0:1) поєдинку проти «Остіна Болда». За підсумками регулярного чемпіонату допоміг клубу вийти до плей-оф чемпіонату USL, у чвертьфіналі якого «Нью-Мексико Юнайтед» поступився «Локомотиву» з Ель-Пасо (1:1, 3:5).

## Кар'єра в збірній
У футболці національної збірної Афганістану дебютував 7 червня 2019 року в нічийному (1:1) товариському поєдинку проти Таджикистану, в якому вийшов на поле в стартовому складі.
Потім брав участь у кваліфікації чемпіонату світу 2022 року. У листопаді 2019 року зіграв два матчі Індії (нічия 1:1) та Катару (поразка 0:1).

## Особисте життя
Брат Девіда, Адам, також професіональний футболіст, виступає за канадський клуб «Едмонтон» та національну збірну Афганістану.

## Статистика виступів

### Клубна
| Клуб                    | Сезон             | Ліга                 | Ліга  | Ліга | Кубок ліги | Кубок ліги | Нац. кубок | Нац. кубок | Загалом | Загалом |
| Клуб                    | Сезон             | Дивізіон             | Матчі | Голи | Матчі      | Голи       | Матчі      | Голи       | Матчі   | Голи    |
| ----------------------- | ----------------- | -------------------- | ----- | ---- | ---------- | ---------- | ---------- | ---------- | ------- | ------- |
| «Айнтрахт» (Бамберг)    | 2013–14           | Регіоналліга Баварія | 13    | 1    | 0          | 0          | 0          | 0          | 13      | 1       |
| «Айнтрахт» (Бамберг)    | 2014–15           | Регіоналліга Баварія | 24    | 1    | 0          | 0          | 0          | 0          | 24      | 1       |
| «Айнтрахт» (Бамберг)    | Загалом           | Загалом              | 37    | 2    | 0          | 0          | 0          | 0          | 37      | 2       |
| «Нью-Йорк Ред Буллз II» | 2016              | USL                  | 15    | 0    | 4          | 0          | —          | —          | 19      | 0       |
| «Нью-Йорк Ред Буллз II» | 2017              | USL                  | 30    | 1    | 3          | 0          | —          | —          | 34      | 1       |
| «Нью-Йорк Ред Буллз II» | Загалом           | Загалом              | 45    | 1    | 7          | 0          | 0          | 0          | 52      | 1       |
| «Тампа-Бей Раудіз»      | 2018              | USL                  | 5     | 0    | —          | —          | 0          | 0          | 5       | 0       |
| «Тампа-Бей Раудіз»      | 2019              | Чемпіонат USL        | 11    | 1    | 1          | 0          | 2          | 1          | 14      | 2       |
| «Тампа-Бей Раудіз»      | Загалом           | Загалом              | 16    | 1    | 1          | 0          | 2          | 1          | 19      | 2       |
| «Нью-Мексико Юнайтед»   | 2020              | Чемпіонат USL        | 11    | 0    | 2          | 0          | —          | —          | 13      | 0       |
| «Нью-Мексико Юнайтед»   | 2021              | Чемпіонат USL        | 14    | 0    | —          | —          | —          | —          | 14      | 0       |
| «Нью-Мексико Юнайтед»   | Загалом           | Загалом              | 25    | 0    | 2          | 0          | 0          | 0          | 27      | 0       |
| Усього за кар'єру       | Усього за кар'єру | Усього за кар'єру    | 123   | 4    | 10         | 0          | 2          | 1          | 135     | 5       |

1. 1 2  Матч(і) в плей-оф Кубку USL
2. 1 2  Матч(і) в плей-оф чемпіонату USL
3. ↑  Матч(і) в відкритому кубку США

### У збірній

#### По роках
Станом на 15 червня 2021
| Рік     | Матчі | Голи |
| ------- | ----- | ---- |
| 2019    | 2     | 0    |
| 2020    | 0     | 0    |
| 2021    | 3     | 0    |
| Загалом | 5     | 0    |

#### По матчах
| Дата       | Місто   | Господарі   | Результат | Гості      | Турнір            | Голи | Примітки |
| ---------- | ------- | ----------- | --------- | ---------- | ----------------- | ---- | -------- |
| 7-6-2019   | Душанбе | Таджикистан | 1 – 1     | Афганістан | товариський матч  | -    |          |
| 14-11-2019 | Душанбе | Афганістан  | 1 – 1     | Індія      | Відбір до ЧС 2022 | -    | 89'      |
| 19-11-2019 | Душанбе | Афганістан  | 0 – 1     | Катар      | Відбір до ЧС 2022 | -    |          |
| 25-5-2021  | Дубай   | Індонезія   | 2 – 3     | Афганістан | товариський матч  | -    |          |
| 29-5-2021  | Дубай   | Сінгапур    | 1 – 1     | Афганістан | товариський матч  | -    |          |
| 3-6-2021   | Доха    | Бангладеш   | 1 – 1     | Афганістан | Відбір до ЧС 2022 | -    |          |
| 11-6-2021  | Доха    | Афганістан  | 1 – 2     | Оман       | Відбір до ЧС 2022 | -    |          |
| 15-6-2021  | Доха    | Індія       | 1 – 1     | Афганістан | Відбір до ЧС 2022 | -    |          |
| Усього     |         | Матчів      | 8         |            | Голів             | 0    |          |

## Досягнення
«Нью-Йорк Ред Буллз II»
- Кубок USL
  -  Володар (1): 2016